# Masayoshi Ōhira
Masayoshi Ōhira (大平正芳 Ōhira Masayoshi, 12 de març de 1910-12 de juny de 1980) va ser el 68é i 69é Primer Ministre del Japó des del 7 de desembre de 1978 fins a la seua mort.
Naixqué a la Prefectura de Kagawa i estudià a la Universitat Hitotsubashi. El 1978 Ôhira va ser triat com a President del Partit Liberal Democràtic del Japó i poc després, en desembre del mateix any, va ser nomenat com a Primer Ministre del Japó, succeint així a Takeo Fukuda. Va ser el segon cristià en accedir al càrrec després del socialista Tetsu Katayama. En les Eleccions generals japoneses de 1979 el PLD no va traure majoria absoluta, però va poder formar govern gràcies als diputats independents de la Dieta Imperial. No obstant això, poc temps després, al 1980, va deixar de ser Primer Ministre a causa d'una moció de confiança a la qual donaren suport alguns membres del seu partit abstenint-se, ja que eren de la facció contrària (Takeo Fukuda). Ōhira va morir d'un atac al cor durant la campanya electoral dels següents comicis. Masayoshi Ito, el seu cap de gabinet, el substituí després de la seua mort. Yoshio Sakurauchi, Secretari General del PLD, va aconseguir en aquelles eleccions posteriors a la mort del Primer Ministre Ôhira una de les majors victòries del partit en la seua història, captant la simpatia de l'electorat pel difunt Primer Ministre.